# Список фондовых бирж
Список фондовых бирж — список фондовых бирж, организованный по географическому принципу.

## Австралия, Новая Зеландия и Океания

### Австралия
- Australia Pacific Exchange
- Австралийская фондовая биржа
- Фондовая биржа Бендиго
- Национальная фондовая биржа Австралии бывшая Фондовая биржа Ньюкасла

### Новая Зеландия
- Новозеландская фондовая биржа

### Папуа — Новая Гвинея
- Фондовая биржа Порт-Морсби

### Фиджи
- Южно-океанская фондовая биржа бывшая Сувская фондовая биржа

## Азия

### Афганистан
- Кабульская фондовая биржа

### Бангладеш
- Читтагонгская фондовая биржа
- Даккийская фондовая биржа

### Бахрейн
- Бахрейнская фондовая биржа

### Вьетнам
- Фондовая биржа Хошимина
- Ханойская фондовая биржа[англ.]

### Гонконг
- Гонконгская фондовая биржа
- Исторические фондовые биржи:
  - Фондовая биржа Дальнего Востока
  - Фондовая биржа Кам-Нгам
  - Фондовая биржа Коулуня

### Израиль
- Тель-Авивская фондовая биржа

### Индия
- Ахмадабадская фондовая биржа
- Бангалорская фондовая биржа
- Бхубанешварская фондовая биржа
- Бомбейская фондовая биржа
- Калькуттская фондовая биржа
- Кочинская фондовая биржа
- Коймбаторская фондовая биржа
- Delhi Stock Exchange Association
- Гувахатийская фондовая биржа
- Хайдарабадская фондовая биржа

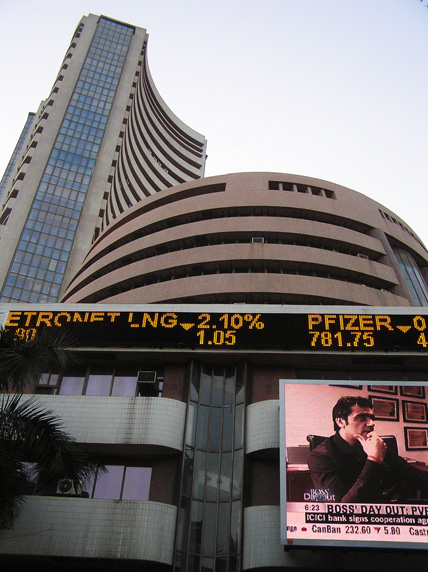
Бомбейская фондовая биржа
Старейшая биржа в Индии и Азии. Основана в 1875 году, как местная Ассоциация биржевых маклеров. Признана правительством, как официальная биржевая площадка в 1956 году. В 2005 году преобразована в корпорацию.

- Inter-connected Stock Exchange of India
- Джайпурская фондовая биржа
- Kanara Stock Exchange
- Ludhiana Stock Exchange Association
- Madhya Pradesh Stock Exchange
- Мадрасская фондовая биржа
- Мангалорская фондовая биржа
- Меерутская фондовая биржа
- Национальная фондовая биржа Индии
- OTC Exchange of India
- Пунская фондовая биржа
- Saurashtra-Kutch Stock Exchange
- Uttar Pradesh Stock Association
- Vadodara Stock Exchange

### Индонезия
- Индонезийская фондовая биржа[англ.]
- Исторические фондовые биржи:
  - Джакартская фондовая биржа
  - Сурабайская фондовая биржа

### Иордания
- Фондовая биржа Аммана

### Ирак
- Иракская фондовая биржа

### Иран
- Тегеранская фондовая биржа

### Казахстан
- Казахстанская фондовая биржа
- Astana International Exchange

### Камбоджа
- Биржа ценных бумаг Камбоджи[англ.]

### Катар
- Дохийская биржа ценных бумаг

### Кыргызстан
- Кыргызская фондовая биржа

### Китайская Народная Республика
См. также Экономика КНР
- Шанхайская фондовая биржа
- Шэньчжэньская фондовая биржа

### Кувейт
- Кувейтская фондовая биржа

### Лаос
- Лаосская биржа ценных бумаг[англ.]

### Ливан
- Бейрутская фондовая биржа

### Малайзия
- Малайзийская биржа
- MESDAQ

### Мальдивы
- Мальдивская фондовая биржа

### Монголия
- Монгольская фондовая биржа

### Мьянма
- Биржа ценных бумаг Мьянмы[англ.]

### Непал
- Непальская фондовая биржа (англ.)

### ОАЭ
- Фондовая биржа Абу-Даби
- Дубайский финансовый рынок
- NASDAQ Dubai

### Оман
- Маскатский рынок ценных бумаг

### Пакистан
- Исламабадская фондовая биржа
- Фондовая биржа Карачи
- Лахорская фондовая биржа

### Палестина
- Палестинская биржа ценных бумаг

### Саудовская Аравия
- Saudi Arabia Electronic Securities Information System, precursor to Tadawul
- Саудовская фондовая биржа (Tadawul)

### Сингапур
- Сингапурская биржа

### Сирия
- Сирийская биржа
- Дамасская биржа

### Таджикистан
- Центрально-Азиатская фондовая биржа (CASE)

### Таиланд
- Фондовая биржа Таиланда
- Market for Alternative Investment (MAI)

### Тайвань
- Тайваньская фондовая биржа

### Узбекистан
- Республиканская фондовая биржа «Тошкент»

### Филиппины
- Филиппинская фондовая биржа

### Шри Ланка
- Фондовая биржа Коломбо

### Южная Корея
- Корейская фондовая биржа
- KOSDAQ

### Япония
- Фукуокская фондовая биржа

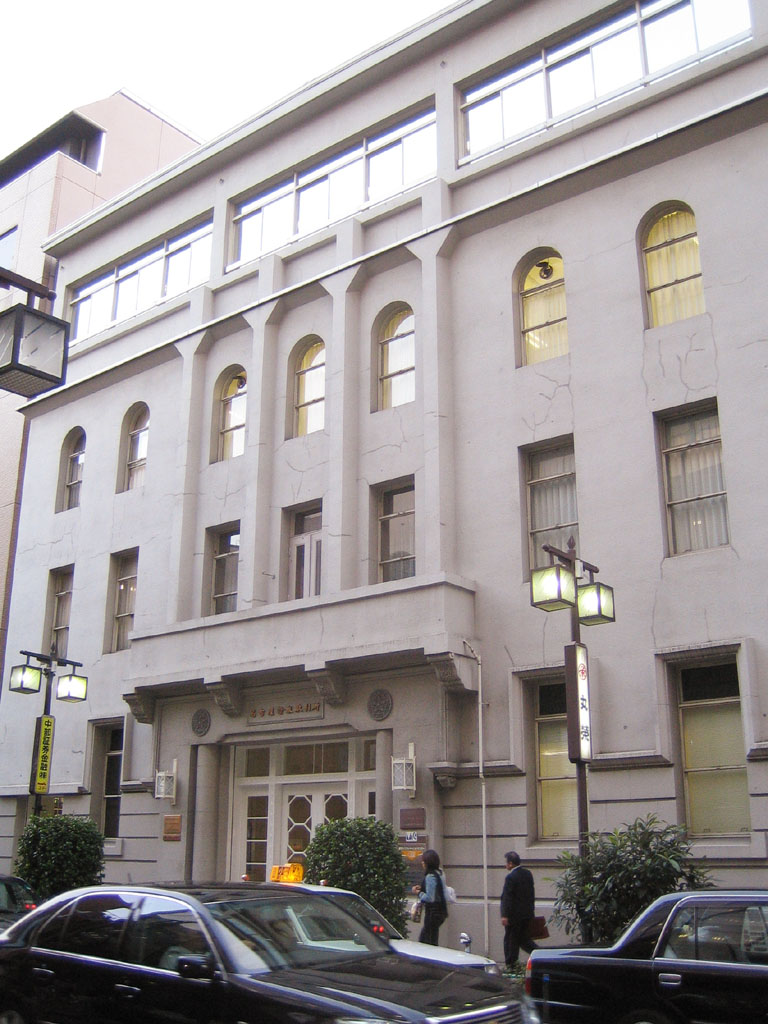
Нагойская фондовая биржа
Это третья крупнейшая биржевая площадка в Японии после Токийской и Осакской фондовых бирж.

- Фондовая биржа Хиросимы (слилась с Токийской фондовой биржей)
- JASDAQ
- Нагойская фондовая биржа
- Ниигатская фондовая биржа (слилась с Токийской фондовой биржей)
- Nippon New Market Hercules
- Осакская биржа ценных бумаг
- Фондовая биржа Саппоро
- Токийская фондовая биржа

## Африка

### Ботсвана
- Ботсванская фондовая биржа

### Гана
- Ганская фондовая биржа

### Египет
- Фондовая биржа Каира и Александрии

### Замбия
- Лусакская фондовая биржа

### Западная Африка
- BRVM

### Зимбабве
- Зимбабвийская фондовая биржа

### Кабо Верде
- Фондовая биржа Кабо-Верде

### Камерун
- Дуальская фондовая биржа

### Кения
- Найробийская фондовая биржа

### Маврикий
- Фондовая биржа Маврикия

### Малави
- Малавийская фондовая биржа

### Марокко
- Касабланкская фондовая биржа

### Мозамбик
- Мапутская фондовая биржа

### Намибия
- Намибийская фондовая биржа

### Нигерия
- Нигерийская фондовая биржа
- Абуджская фондовая биржа

### Свазиленд
- Свазилендская фондовая биржа

### Судан
- Хартумская фондовая биржа

### Танзания
- Дар-эс-Саламская фондовая биржа

### Тунис
- Биржа Туниса

### Уганда
- Угандийская биржа ценных бумаг

### ЮАР
- Фондовая биржа Йоханнесбурга
- Биржа альтернативных инвестиций (ЮАР)
- Облигационная биржа Южной Африки

## Европа

Франкфуртская фондовая биржа
Крупнейшая немецкая и одна из крупнейших мировых фондовых бирж. Оператором площадки является Deutsche Börse

### Панъевропейские биржи
- Euronext
- OMX

### Австрия
- Венская фондовая биржа

### Азербайджан
- Бакинская фондовая биржа

### Армения
- Армянская фондовая биржа

### Беларусь
- Белорусская валютно-фондовая биржа

### Бельгия

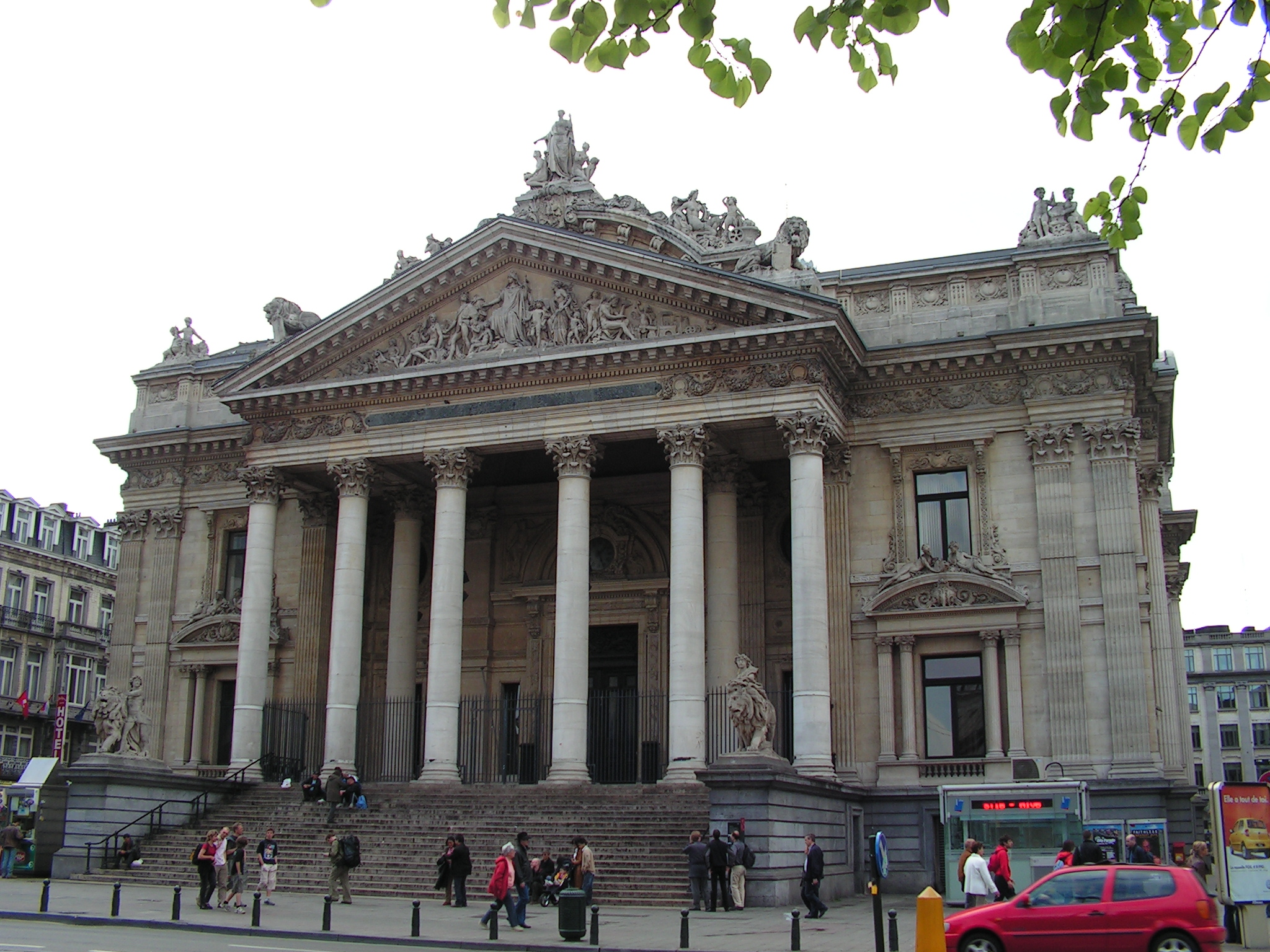
Брюссельская фондовая биржа
Была основана в Брюсселе, Бельгия указом Наполеона в 1801 году. 22 сентября 2000 года Брюссельская биржа слилась с Парижской биржей и Амстердамской фондовой биржей, образовав Euronext NV, первую панъевропейскую биржу. После слияния была переименована в Euronext Brussels

- Euronext Brussels
- Антверпенская фондовая биржа

### Босния и Герцеговина
- Баня-Лукская фондовая биржа
- Сараевская фондовая биржа

### Болгария
- Болгарская фондовая биржа

### Великобритания
- Лондонская фондовая биржа
- Исторические фондовые биржи:
  - Англия:
    - Королевская биржа
    - Ливерпульская фондовая биржа
    - Манчестерская фондовая биржа
    - Бирмингемская фондовая биржа
    - Ноттингемская фондовая биржа
    - Бристольская фондовая биржа / Бристольская биржа
    - Шеффилдская фондовая биржа
    - Брэдфордская фондовая биржа
    - Фондовая биржа Лидса
    - Олдхэмская фондовая биржа
    - Хаддерсфилдская фондовая биржа
    - Лестерская фондовая биржа
    - Ньюкаслская фондовая биржа
    - Йоркская фондовая биржа

  - Уэльс:
    - Кардиффская фондовая биржа
    - Фондовая биржа Суонси
    - Ньюпортская фондовая биржа

  - Шотландия:
    - Шотландская фондовая биржа
    - Эдинбургская фондовая биржа
    - Гринокская фондовая биржа
    - Абердинская фондовая биржа
    - Фондовая биржа Данди
    - Фондовая биржа Глазго

  - Северная Ирландия:
    - Белфастская фондовая биржа
- Северная фондовая биржа
- Фондовая биржа провинциальных брокеров

### Венгрия
- Будапештская фондовая биржа

### Германия
- Берлинская фондовая биржа
- Дюссельдорфская фондовая биржа
- Гамбургская фондовая биржа
- Ганноверская фондовая биржа
- Мюнхенская фондовая биржа
- Штутгартская фондовая биржа
- Бременская фондовая биржа
- Франкфуртская фондовая биржа управляется Deutsche Börse
- Исторические фондовые биржи:
  - Магдебургская фондовая биржа

### Гибралтар
- Гибралтарская фондовая биржа

### Греция
- Фондовая биржа Афин

### Грузия
- Грузинская фондовая биржа

### Дания
- Копенгагенская фондовая биржа входит в группу OMX

### Ирландия
- Ирландская фондовая биржа
- Irish Enterprise Exchange
- Исторические фондовые биржи:
  - Дублинская фондовая биржа
  - Коркская фондовая биржа

### Исландия
- Исландская фондовая биржа

### Испания
- Мадридская фондовая биржа
- Фондовая биржа Барселоны
- Валенсийская фондовая биржа
- Фондовая биржа Бильбао

### Италия
- Итальянская фондовая биржа

### Кипр
- Кипрская фондовая биржа

### Латвия
- Рижская фондовая биржа входит в группу OMX

### Литва
- Вильнюсская фондовая биржа входит в группу OMX

### Люксембург
- Люксембургская фондовая биржа

### Македония
- Македонская фондовая биржа

### Мальта
- Мальтская фондовая биржа

### Нидерланды
- Euronext Amsterdam

### Норвегия
- Фондовая биржа Осло

### Нормандские острова
- Channel Islands Stock Exchange

### Польша
- Варшавская фондовая биржа

### Португалия
- Euronext Lisbon
- OPEX

### Россия
- Московская биржа
- Санкт-Петербургская биржа
- Санкт-Петербургская валютная биржа
- Исторические фондовые биржи Российской империи:
  - Санкт-Петербургская биржа (1703—1930)
  - Московская биржа (1839—1930)
  - Одесская биржа (1796—нач. XX в.)
- Исторические фондовые биржи Российской Федерации:
  - Московская межбанковская валютная биржа (1992—2011)
  - Фондовая биржа РТС (1995—2011)
  - Московская фондовая биржа (1997—2013)

### Румыния
- Бухарестская фондовая биржа
- Rasdaq
- Фондовая биржа Сибиу

### Сербия
- Белградская фондовая биржа

### Словакия
- Братиславская фондовая биржа

### Словения
- Люблянская фондовая биржа

### Турция
- Стамбульская фондовая биржа

### Украина
- Фондовая биржа ПФТС (ПФТС)
- Украинская биржа
- Украинская фондовая биржа (УФБ)

### Эстония
- Таллинская фондовая биржа входит в группу OMX

### Фарерские острова
- Рынок ценных бумаг Фарерских островов

### Финляндия
- Фондовая биржа Хельсинки входит в группу OMX

### Франция
- Euronext Paris (бывшая Парижская фондовая биржа)
- Исторические фондовые биржи (вошли в состав Парижской фондовой биржи в начале 1990-х годов):
  - Фондовая биржа Бордо
  - Лилльская фондовая биржа
  - Лионская фондовая биржа
  - Марсельская фондовая биржа
  - Нансийская фондовая биржа
  - Нантская фондовая биржа

### Хорватия
- Загребская фондовая биржа
- Вараждинская фондовая биржа

### Черногория
- Черногорская фондовая биржа
- NEX Stock Exchange

### Чешская Республика
- Пражская фондовая биржа

### Швейцария

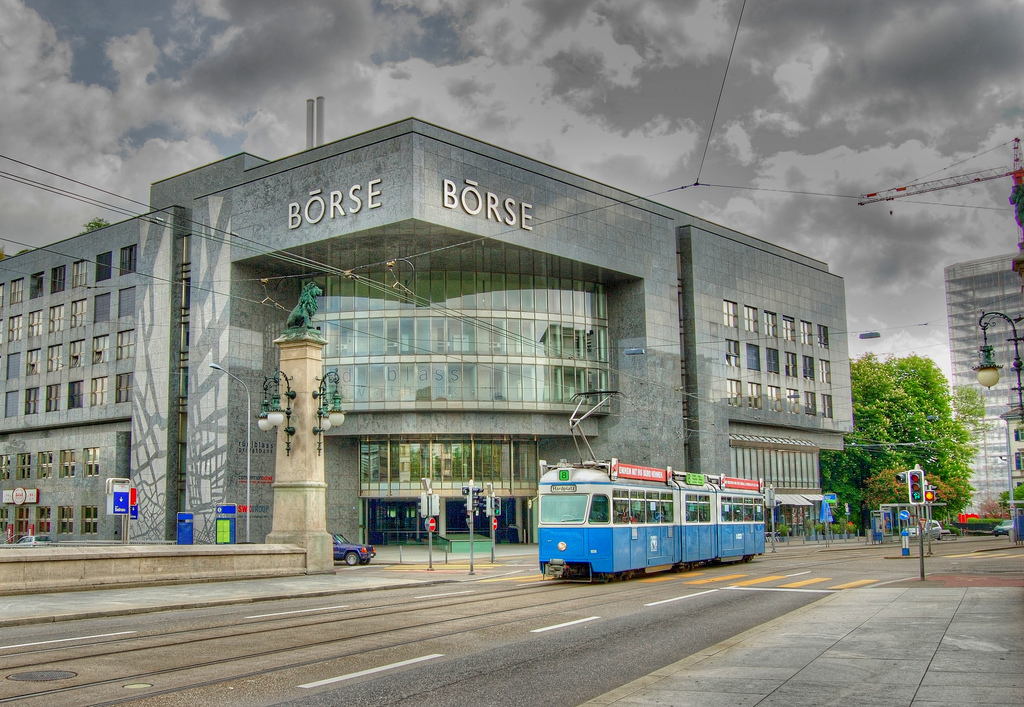
Швейцарская биржа
Образована в 1995 году в результате слияния фондовых бирж Женевы, Базеля и Цюриха.

- Швейцарская биржа
- Бернская биржа

### Швеция
- Nordic Growth Market
- Стокгольмская фондовая биржа входит в группу OMX

## Северная Америка

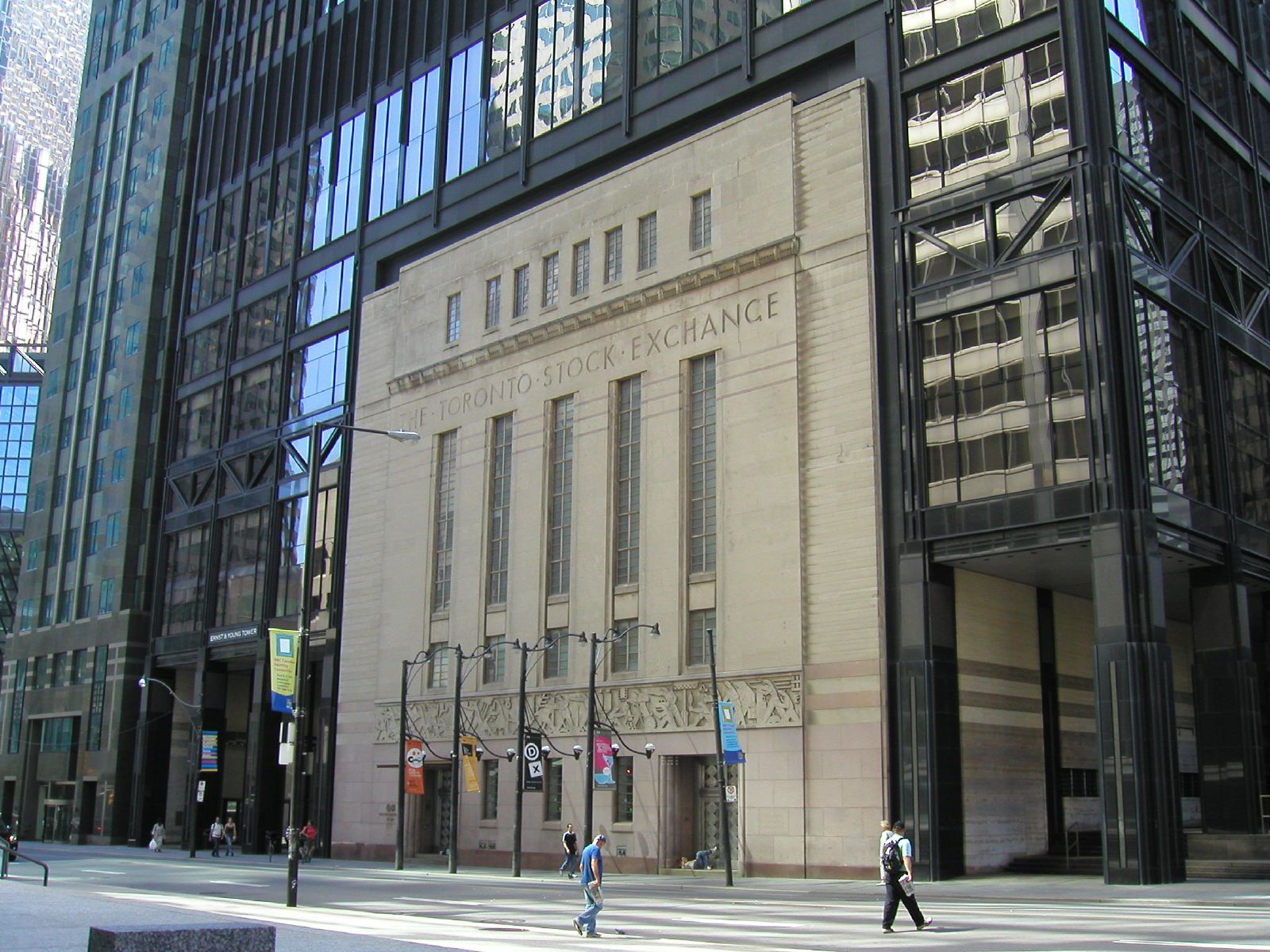
Фондовая биржа Торонто
Является крупнейшей канадской фондовой биржей. Является третьей крупнейшей биржей на североамериканском континенте, а также седьмой крупнейшей в мировом рэнкинге фондовых бирж.

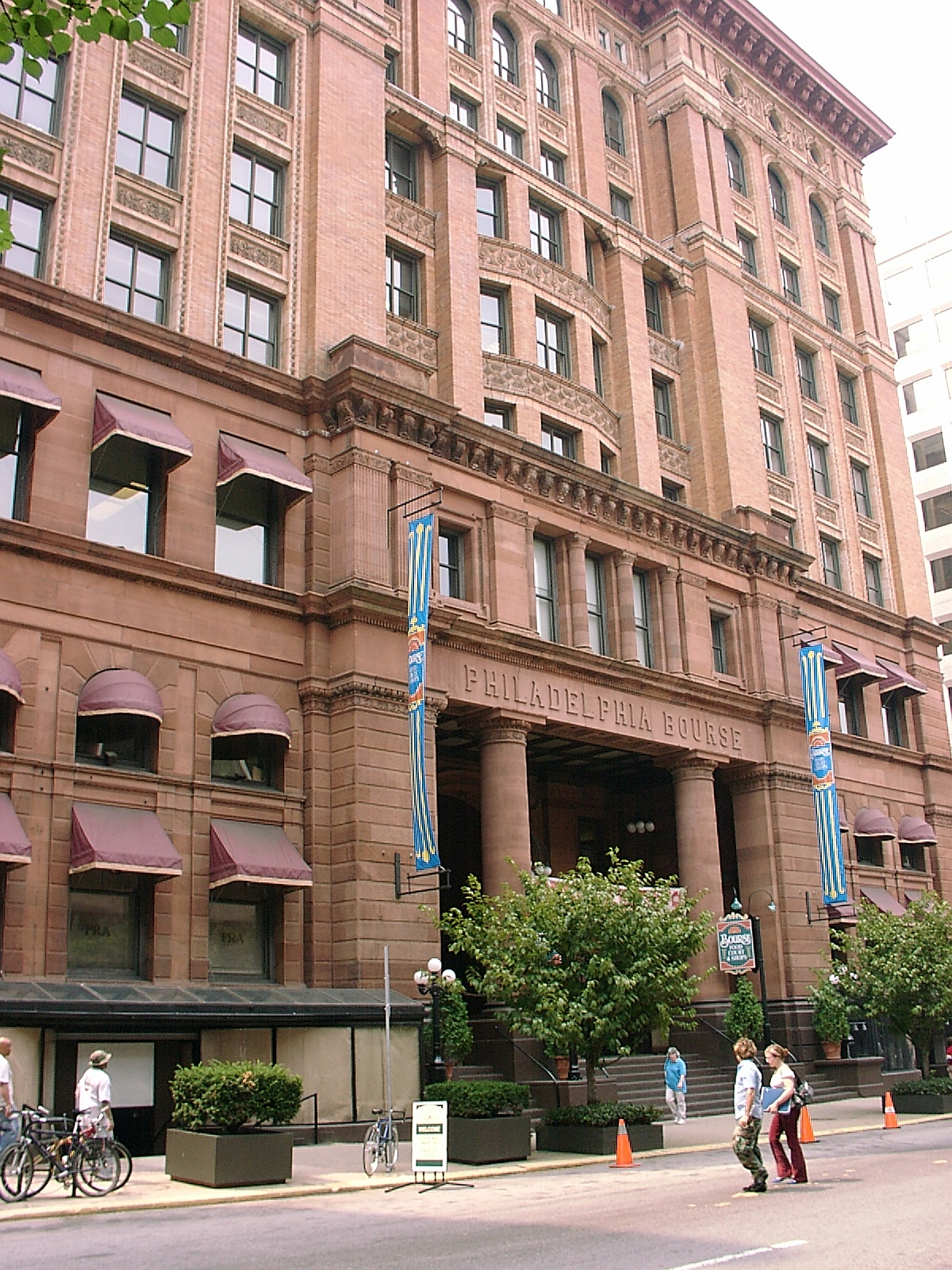
Филадельфийская фондовая биржа
Старейшая фондовая биржа в США. Была основана в 1790 году и располагается ныне в городе Филадельфия.
Слилась:
в 1949 году с Балтиморской биржей
в 1954 году с Вашингтонской биржей
в 1969 году с Питтсбургской биржей

### Канада
- Canadian Securities Exchange
- Nasdaq Canada
- Фондовая биржа Торонто
- TSX Venture Exchange
- Монреальская биржа
- Исторические фондовые биржи:
  - Альбертская фондовая биржа
  - Ванкуверская фондовая биржа
  - Виннипегская фондовая биржа

### Мексика

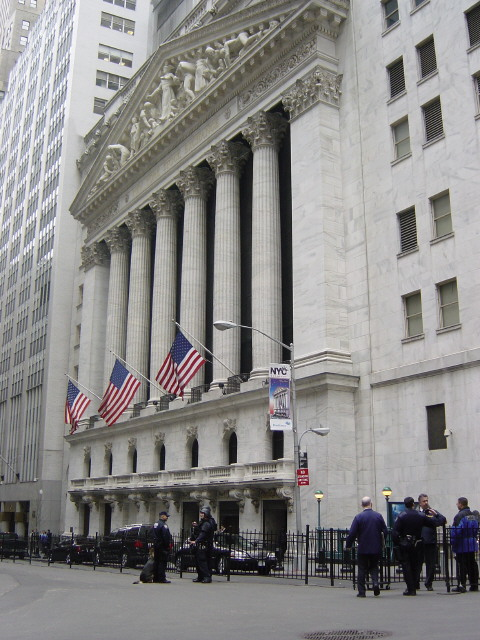
Нью-Йоркская фондовая биржа
Главная фондовая биржа США, крупнейшая в мире. Символ финансового могущества США и финансовой индустрии вообще

- Мексиканская фондовая биржа

### Соединённые Штаты Америки

Здание Балтиморской биржи (1906 год).

- Archipelago Exchange слилась с Нью-Йоркской биржей
- Аризонская фондовая биржа закрыта
- Американская фондовая биржа
- Бостонская фондовая биржа
- Чикагская фондовая биржа
- HedgeStreet
- NASDAQ
- Национальная фондовая биржа (бывшая Фондовая биржа Цинциннати)
- New York Board of Trade
- Нью-Йоркская фондовая биржа
- Тихоокеанская биржа
- Филадельфийская фондовая биржа
- Исторические фондовые биржи:
  - Балтиморская фондовая биржа
  - Вашингтонская фондовая биржа
  - Питтсбургская фондовая биржа
  - Детройтская фондовая биржа
  - Фондовая биржа Колорадо Спрингс
  - Кливлендская фондовая биржа
  - Среднезападная фондовая биржа
  - Фондовая биржа Гонолулу
  - Фондовая биржа Миннеаполис—Сент-Пола
  - Ричмондская фондовая биржа
  - Фондовая биржа Сиэтла
  - Фондовая биржа Солт-Лэйка

## Центральная Америка

### Гватемала
- Bolsa de Valores de Guatemala

### Гондурас
- Bolsa Centroamericana de Valores
- Bolsa Honduras de Valores

### Коста Рика
- Bolsa Nacional de Valores de Costa Rica

### Никарагуа
- Bolsa de Valores de Nicaragua

### Панама
- Bolsa de Valores de Panama

### Сальвадор
- Bolsa de Valores de El Salvador

## Карибский бассейн

### Багамские острова
- Багамская биржа ценных бумаг

### Барбадос
- Барбадосская фондовая биржа

### Бермуды
- Бермудская фондовая биржа

### Доминиканская Республика
- Фондовая биржа Доминиканской Республики

### Каймановы острова
- Фондовая биржа Каймановых островов

### Организация Восточно-карибских государств
- Eastern Caribbean Securities Exchange (ECSE)

### Тринидад и Тобаго
- Фондовая биржа Тринидада и Тобаго

### Ямайка
- Фондовая биржа Ямайки

## Южная Америка

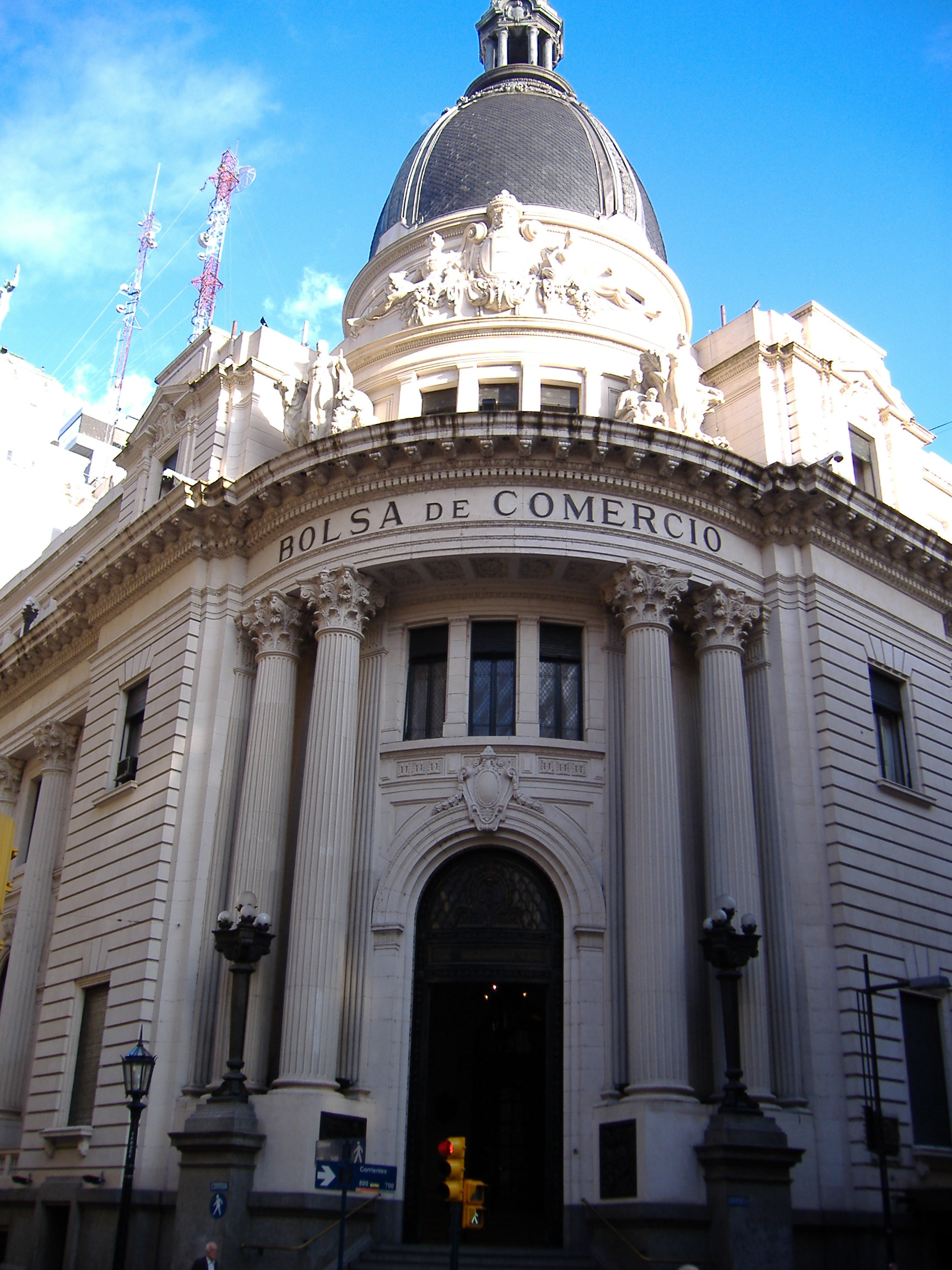
Фондовая биржа Росарио

### Аргентина
- Фондовая биржа Буэнос-Айреса
- Фондовая биржа Росарио
- Фондовая биржа Мендозы
- Фондовая биржа Ла-Платы
- Кордобская фондовая биржа

### Боливия
- Фондовая биржа Боливии

### Бразилия
- Bovespa
- Фондовая биржа Рио-де-Жанейро
- Фондовая биржа Пернамбуку и Параибы
- Паранская фондовая биржа
- Фондовая биржа Минаса, Эспириту-Санту, Бразилии
- Региональная фондовая биржа

### Венесуэла
- Фондовая биржа Каракаса
- Фондовая биржа Маракайбо

### Гайана
- Гайанская фондовая биржа

### Колумбия
- Колумбийская фондовая биржа объединяет:
  - Боготская фондовая биржа
  - Медельинская фондовая биржа
  - Фондовая биржа Оксиденте

### Парагвай
- Асунсьонская фондовая биржа

### Перу
- Лимская фондовая биржа

### Уругвай
- Фондовая биржа Монтевидео
- Bolsa Electronica de Valores de Uruguay

### Чили
- Фондовая биржа Сантьяго
- Santiago Electronic Stock Exchange web site
- Фондовая биржа Вальпараисо

### Эквадор
- Гуаякильская фондовая биржа web site Архивная копия от 21 октября 2020 на Wayback Machine
- Фондовая биржа Кито web site

## Крупнейшие фондовые биржи мира
Крупнейшие фондовые биржи (ТОП-20 по капитализации рынка) выпущенных акций отечественных компаний, по состоянию на 31 января 2015 года (ежемесячные отчеты, Всемирная Федерация бирж)
| Ранг | Биржа                             | Экономика                | Штаб-квартира                     | Рыночная капитализация (трлн USD) | Ежемесячный объём торговли (млрд USD) | Часовой пояс | Δ       | Летнее время | Открытие (местное время)                  | Закрытие (местное время)                  | Обед (местное время) | Открытие (UTC) | Закрытие (UTC) |
| ---- | --------------------------------- | ------------------------ | --------------------------------- | --------------------------------- | ------------------------------------- | ------------ | ------- | ------------ | ----------------------------------------- | ----------------------------------------- | -------------------- | -------------- | -------------- |
| 1    | Нью-йоркская фондовая биржа       | США                      | Нью-Йорк                          | 19,223                            | 1520                                  | EST/EDT      | −5      | Мар-Ноя      | 09:30                                     | 16:00                                     | No                   | 14:30          | 21:00          |
| 2    | NASDAQ                            | США                      | Нью-Йорк                          | 6,831                             | 1183                                  | EST/EDT      | −5      | Мар-Ноя      | 09:30                                     | 16:00                                     | No                   | 14:30          | 21:00          |
| 3    | Группа лондонской фондовой биржи  | Великобритания · Италия  | Лондон                            | 6,187                             | 165                                   | GMT/BST      | +0      | Мар-Окт      | 08:00                                     | 16:30                                     | No                   | 08:00          | 16:30          |
| 4    | Группа японских фондовых бирж     | Япония                   | Токио                             | 4,485                             | 402                                   | JST          | +9      |              | 09:00                                     | 15:00                                     | 11:30-12:30          | 00:00          | 06:00          |
| 5    | Шанхайская фондовая биржа         | Китай                    | Шанхай                            | 3,986                             | 1278                                  | CST          | +8      |              | 09:30                                     | 15:00                                     | 11:30-13:00          | 01:30          | 07:00          |
| 6    | Гонконгская фондовая биржа        | Гонконг                  | Гонконг                           | 3,325                             | 155                                   | HKT          | +8      |              | 09:15                                     | 16:00                                     | 12:00-13:00          | 01:15          | 08:00          |
| 7    | Euronext                          | Евросоюз                 | Амстердам Брюссель Лиссабон Париж | 3,321                             | 184                                   | CET/CEST     | +1      | Мар-Окт      | 09:00                                     | 17:30                                     | No                   | 08:00          | 16:30          |
| 8    | Шэньчжэньская фондовая биржа      | Китай                    | Шэньчжэнь                         | 2,285                             | 800                                   | CST          | +8      |              | 09:30                                     | 15:00                                     | 11:30-13:00          | 01:30          | 07:00          |
| 9    | TMX Group                         | Канада                   | Торонто                           | 1,939                             | 120                                   | EST/EDT      | −5      | Мар-Ноя      | 09:30                                     | 16:00                                     | No                   | 14:30          | 21:00          |
| 10   | Deutsche Börse                    | Германия                 | Франкфурт-на-Майне                | 1,762                             | 142                                   | CET/CEST     | +1      | Мар-Окт      | 08:00 (Eurex) 08:00 (floor) 09:00 (Xetra) | 22:00 (Eurex) 20:00 (floor) 17:30 (Xetra) | No                   | 07:00          | 21:00          |
| 11   | Бомбейская фондовая биржа         | Индия                    | Мумбаи                            | 1,682                             | 11,8                                  | IST          | +5.5    |              | 09:15                                     | 15:30                                     | No                   | 03:45          | 10:00          |
| 12   | Национальная фондовая биржа Индии | Индия                    | Мумбаи                            | 1,642                             | 62,2                                  | IST          | +5.5    |              | 09:15                                     | 15:30                                     | No                   | 03:45          | 10:00          |
| 13   | Швейцарская биржа                 | Швейцария                | Цюрих                             | 1,516                             | 126                                   | CET/CEST     | +1      | Мар-Окт      | 09:00                                     | 17:30                                     | No                   | 08:00          | 16:30          |
| 14   | Австралийская фондовая биржа      | Австралия                | Сидней                            | 1,272                             | 55,8                                  | AEST/AEDT    | +10     | Окт-Апр      | 09:50                                     | 16:12                                     | No                   | 23:50          | 06:12          |
| 15   | Корейская биржа                   | Южная Корея              | Сеул                              | 1,251                             | 136                                   | KST          | +9      |              | 09:00                                     | 15:00                                     | No                   | 00:00          | 06:00          |
| 16   | OMX Group                         | Северная Европа, Армения | Стокгольм                         | 1,212                             | 63,2                                  |              | various |              |                                           |                                           |                      |                |                |
| 17   | JSE Limited                       | ЮАР                      | Йоханнесбург                      | 951                               | 27,6                                  | CAT          | +2      |              | 09:00                                     | 17:00                                     | No                   | 07:00          | 15:00          |
| 18   | BME Spanish Exchanges             | Испания                  | Мадрид                            | 0,942                             | 94,0                                  | CET/CEST     | +1      | Мар-Окт      | 09:00                                     | 17:30                                     | No                   | 08:00          | 16:30          |
| 19   | Тайваньская фондовая биржа        | Тайвань                  | Тайбэй                            | 0,861                             | 54,3                                  | CST          | +8      |              | 09:00                                     | 13:30                                     | No                   | 01:00          | 05:30          |
| 20   | Фондовая биржа Сан-Паулу          | Бразилия                 | Сан-Паулу                         | 0,824                             | 51,1                                  | BRT/BRST     | −3      | Окт-Фев      | 10:00                                     | 17:30                                     | No                   | 13:00          | 20:00          |